# Németh Judit (színművész)
Németh Judit (Vörösberény, 1961. június 6. – ) Aase-díjas magyar színésznő. A szombathelyi Weöres Sándor Színház alapító tagja.

## Életpályája
Zenész családból származik, középiskolába Székesfehérvárra és Veszprémbe járt. Színjátszókörben ismerkedett a versmondással. A versmondás kapcsán ismerte meg a színpadot, s őt a versszerető közönség. Középiskolásként több díjat nyert versmondóként.
Érettségi után jelentkezett a Színművészeti Főiskolára, de nem nyert felvételt. Egy évet töltött a Nemzeti Színház Stúdiójában, ahol számos előadásban játszott - stúdiósként -, s olyan színészektől leshette el a mesterséget, mint Sinkovits Imre, Kállai Ferenc - aki később tanára lett a Főiskolán, ahová egy év stúdiós lét után vették fel[forrás?].
A főiskola után Kaposvárra került a Csiky Gergely Színház társulatához. Nyolc év után áthívták Pécsre, ahol négy évet töltött.
Sokat és sokszor énekelt, szerepeiben, s azon kívül is. Gyermeke születése után szabadúszóként játszott a Merlin Színházban, a Radnóti Színházban, a Nemzeti Színházban. A Veszprémben töltött három év után, az újonnan alakult szombathelyi Weöres Sándor Színház alapító tagja lett. 2009 óta tagja a társulatnak.
Többek között Babarczy László, Ascher Tamás, Gothár Péter, Ács János, Gazdag Gyula, Mohácsi János, Balikó Tamás, Szikora János, Gárdos Péter, valamint Jordán Tamás mellett dolgozott.

## Fontosabb színházi szerepei
- E. T. A. Hoffmann – Gothár Péter – Selmeczi György: Diótörő... Marika
- Federico García Lorca: Bernarda Alba háza... Adéla
- Jacobi Viktor: Leányvásár... Bessy
- Fejes Endre – Presser Gábor: Jó estét nyár, jó estét szerelem... Varga Veronika
- Kálmán Imre: Marica grófnő... Lisa
- Ábrahám Pál: Bál a Savoyban... Daisy
- Joseph Stein – Jerry Bock – Sheldon Harnick: Hegedűs a háztetőn... Hodel
- Carlo Goldoni: Velencei terecske... Gnese
- Carlo Goldoni: Karneválvégi éjszaka... Pohonia
- Nyikolaj Robertovics Erdman: Az öngyilkos... Maximovna

### A Weöres Sándor Színházban
- Egressy Zoltán – Dömötör Tamás: 9700... Natália
- Anton Pavlovics Csehov: Cseresznyéskert... Sarlotta Ivanovna
- Anton Pavlovics Csehov: Ivanov... Zinaida Szavisna
- Anton Pavlovics Csehov: Sirály... Arkagyina, színésznő
- Molière: Tartuffe... Pernelle-né, Orgon anyja
- Vajda Katalin – Valló Péter – Fábri Péter: Anconai szerelmesek... Dorina
- Michael Frayn: Függöny fel!... Flavia Brent; Belinda
- Frances Hodgson Burnett – Jeles András: A kis lord... Mrs. Badger
- Joe Masteroff – Fred Ebb – John Kander: Kabaré... Kost kisasszony
- Jerry Bock – John Steinberg: Hegedűs a háztetőn... Sandel; Cejtel nagymama
- Madách Imre: Az ember tragédiája... Hippia
- Heltai Jenő: Naftalin... Kabóczáné Pujka Julianna, született Jesze Mária
- Háy János: Rák Jóska, dán királyfi... Mariska
- Egressy Zoltán: Portugál... Jucika
- Eisemann Mihály – Szilágyi László: Én és a kisöcsém... Piri
- Gaal József – Darvas Ferenc – Várady Szabolcs – Bognár Róbert: A peleskei nótárius... Bíróné, cafka, Nina, színész
- Móricz Zsigmond – Tóth Réka Ágnes: Kivilágos kivirradtig... Aradiné
- Dale Wasserman – Mitch Leigh – Joe Darion: La Mancha lovagja... Aldonza; Dulcinea
- Fjodor Mihajlovics Dosztojevszkij – Jeles András: A félkegyelmű... Arina Petrovna; Nyina Alexandrovna
- Urs Widmer: Top Dogs... Barbara Bihler
- Neil Simon – Cy Coleman – Dorothy Fields: Sweet Charity... Pallas
- Bohumil Hrabal – Ivo Krobot: Szigorúan ellenőrzött vonatok... Állomásfőnökné
- Örkény István: Tóték... Tótné
- Molnár Ferenc: Az üvegcipő... Roticsné
- Eugène Labiche: Olasz szalmakalap... Champigny
- Székely Csaba: Vitéz Mihály... Dorina, Mihály nagyanyja
- Szombath András: Szivárvány havasán - Köpönyeg és palást... szereplő
- Petr Zelenka: Hétköznapi őrületek... Anya
- Stephen Sondheim: Félúton a fórum felé... Domina
- Szép Ernő: Vőlegény... Gyengusné, mozizongorista
- Barta Lajos: Szerelem... Szalayné
- Tóth Ede – Mohácsi István – Mohácsi János: A falu rossza... Tarisznyásné, módos asszony
- Szirmai Albert – Geszti Péter – Bakonyi Károly – Mohácsi István – Mohácsi János – Kovács Márton Balázs: Mágnás Miska... vitéz Csuvik Oszkárné Aranka
- Petr Zelenka: Hétköznapi őrületek... Anya
- Várkonyi Mátyás – Miklós Tibor: Sztárcsinálók... Agrippina (Néró anyja)
- Arthur Miller: A salemi boszorkányok... Sarah Good
- Alain René Lesage: Szerelmi üzletek... Trezorné
- Euripidész: Médeia... Médeia
- Robert Harling: Acélmagnóliák... Emily (Shelby anyja)
- Robert Thomas: Nyolc nő... Madame Chanel
- George Bernard Shaw: Sosem lehet tudni... Clandonné, azaz Mrs. Lanfrey Clandon, feminista írónő
- Oleg és Vlagyimir Presznyakov: Terrorizmus... 1. Asszony
- Georges Feydeau: Kis hölgy a Maximból... Gabrielle
- Samuel Beckett: A játszma vége... Nell
- Rudyard Kipling – Békés Pál – Dés László – Geszti Péter: A dzsungel könyve... Bagira
- Horváth Péter – Presser Gábor – Sztevanovity Dusán: A padlás... Mamóka
- Lőrinczy Attila: Haragossziget... Erika, könyvtárosnő
- Shakespeare a mellényzsebben... Kitti, színházi titkár
- Voltaire – Vinnai András – Bódi Zsófia – Nagy Péter István : Candide... szereplő
- Eisemann Mihály – Szilágyi László: Én és a kisöcsém... Piri
- Pintér Béla – Darvas Benedek: Gyévuska... Gizella, Felkay felesége
- Hadar Galron: Mikve... Hindi

## Filmszerepei, televíziós munkái
- Hazatalálsz (2024)
- Legyetek szeretettel (2023)
- 200 első randi (2019)
- Tespi mesék: Ingerelt gazdaság (2008)
- Ede megevé ebédem (2006)
- Az aranyember (2005)
- Porcelánbaba (2004)..Bütösné
- Csocsó, avagy éljen május elseje! (2001)
- Kisváros (sorozat) (1993-1994)...Margó - butikos
- István király (Zenés Tv-Színház) (1993)...Jáva, magyar asszony
- Tévedések vígjátéka (1990)
- Egészséges erotika (1985)...(Hajdúné) női főszerep (1985)
- Szarvashiba

## Önálló est
- Talán - önálló zenést est

## Elismerései
- Sitges (Spanyolország): Legjobb előadás
- Versünnep: Fődíj, és közönségdíj
- Holdbeli csónakos-díj (2019)
- Aase-díj (2023)[5]
- Prima Primissima (2024)[forrás?]